# Patrick Richard
Patrick Neal Richard II (Lafayette, Luisiana, 25 de enero de 1990) es un jugador de baloncesto estadounidense que pertenece a la plantilla del U-BT Cluj-Napoca de la Liga Națională rumana. Con 1,96 metros de estatura, juega en la posición de escolta. Representa a Rumania a nivel internacional.

## Trayectoria deportiva

### Universidad
Jugó cuatro temporadas con los Cowboys de la Universidad Estatal McNeese, en las que promedió 13,2 puntos, 5,1 rebotes, 2,5 asistencias y 1,0 robos de balón por partido. En 2010 fue incluido en el tercer mejor quinteto de la Southland Conference, mientras que en las dos temporadas posteriores lo fue en el primero, siendo además elegido Jugador del Año en 2012.

### Profesional
Tras no ser elegido en el Draft de la NBA de 2012, si lo fue en el Draft de la NBA D-League, en la séptima ronda, puesto 105 por los Iowa Energy. Pero una lesión antes del comienzo de la temporada hizo que el equipo lo despidiera. En marzo de 2013 fichó por el Sandringham Sabres de la South East Australian Basketball League, una liga semiprofesional australiana, donde acabó la temporada promediando 18,5 puntos y 6,4 rebotes por partido.
En agosto de 2013 fichó por el Matrixx Magixx de la liga neerlandesa, donde jugó una temporada como titular, en la que promedió 15,4 puntos y 4,9 rebotes por partido, siendo incluido en el mejor quinteto de la competición. En junio de 2014 fichó por el Mitteldeutscher BC de la Basketball bundesliga. Disputó una temporada en la que promedió 13,1 puntos y 3,7 rebotes por encuentro.
En junio de 2015 firmó con el Champagne Châlons Reims francés, donde jugó una temporada, promediando 9,6 puntos y 2,9 rebotes. En julio de 2016 volvió a cvambiar de equipo y de liga, al fichar por el Maccabi Rishon LeZion de la Ligat ha'Al israelí.

## Selección nacional
Es miembro de la selección de baloncesto de Rumania desde 2021.